# 약수중학교
약수중학교(藥水中學校)는 전라남도 장성군 북하면 약수리에 있었던 공립 중학교이다.

## 학교 연혁
- 1967년 9월 8일: 설립 인가 (3학급)
- 1968년 3월 15일: 개교
- 1968년 5월 10일: 초대 노병돈 교장 취임
- 1969년 12월 31일: 교사 신축(5실) 이기우 기증
- 2016년 2월 4일: 제46회 7명 졸업(졸업생 총수 3,712명)
- 2017년 3월 1일: 제22대 박광춘 교장 부임
- 2018년 2월 28일: 50년만에 폐교[1]

## 참고 자료
- 약수중학교 - 한국교육학술정보원 학교알리미